# 林良博
林 良博（はやし よしひろ、1946年7月12日 - ）は、日本の解剖学者、家畜・家禽学者、獣医師。東京大学名誉教授。国立科学博物館顧問・前館長、東京大学総合研究博物館元館長、山階鳥類研究所前所長。農学博士。専門は、動物資源科学、獣医解剖学、寄生虫学、人と動物の関係学。

## 経歴
1946年、広島県に生まれる。1969年東京大学農学部卒業。在学中、農学部学生自治会委員長を務める。
1975年、「日本産イノシシの頭蓋に関する形態学的研究」で東京大学より農学博士の学位を取得。
ハーバード大学客員研究員、コーネル大学客員助教授、東京大学農学部教授、総合研究博物館館長、農学部長、理事・副学長を歴任。2010年- 2017年3月に山階鳥類研究所所長。2010年 - 2013年3月東京農業大学教授。2013年- 2021年3月に国立科学博物館館長。
学会活動として、ヒトと動物の関係学会会長、日本獣医解剖学会会長などを歴任。
国際活動として、国際捕鯨委員会技術委員会委員、世界保健機構アドバイザー、世界獣医解剖学会副会長、アジア獣医科大学協議会会長などを歴任。

## 賞詞
- 1989年　第8回日本獣医学会賞
- 2023年4月　瑞宝中綬章[6][7]

## 著作

### 著書
- 宮地伝三郎、増井光子、林良博『不思議な動物本能』リブリオ出版　いきいきトーク知識の泉 : 大きな活字で読みやすい本. 著名人が語る〈考えるヒント〉 ; 9、1997年。 NCID BA3497211X。

### 論文
- 国立情報学研究所収録論文 国立情報学研究所